# Butterbrot
Il butterbrot è uno spuntino tedesco. Sebbene il termine indichi più propriamente una fetta di pane imburrata, la parola butterbrot può anche riferirsi a una fetta di pane guarnita con burro e un ingrediente a scelta fra cui salumi, formaggi o composte.

## Storia
In Germania, l'usanza di spalmare il burro su fette di pane nero risale alla fine del Medioevo. Il folclorista Günter Wiegel riportò, nel suo Alltags- und Festspeisen in Mitteleuropa (Piatti quotidiani e festivi dell'Europa centrale) (2006), che Martin Lutero nel 1525 avesse definito il pane con il burro "l'alimentazione per i bambini buoni". Altre fonti dichiarano invece che il predicatore avesse asserito che tale spuntino fosse per i per bambini "del popolo". Secondo Anna Rose, proveniente da Soest (Vestfalia), l'usanza di mangiare pane e burro fosse tipica già alla fine del XVI secolo.
Durante la metà del Seicento, pane e burro costituiva uno spuntino per i nobili allievi di Luneburgo. Nel suo I dolori del giovane Werther (1774), Goethe descrive alcuni bambini che "si fanno dare lo zucchero e la sera dividono pane imburrato e latte acido" con il protagonista. Oggi, in Germania, viene usato l'idioma tedesco für ein Butterbrot (per un pezzo di pane imburrato), che indica qualcosa di misero o di scarso valore.

## Altri nomi
Esistono vari nomi che vengono dati al butterbrot, ed essi cambiano in ogni regione.
- Germania settentrionale – schnitte,[5] stulle[5]
- Monti Metalliferi – fieze[6]
- Renania settentrionale, Basso Reno, regione della Ruhr – bütterken[5]
- Regione della Ruhr – knifte[7]
- Saarland – butterschmier,[5] butterschmeer[5]
- Sassonia: bemme[5]
- Siegerland, Wittgensteiner Land – donge, dong[5]

## Nell'arte

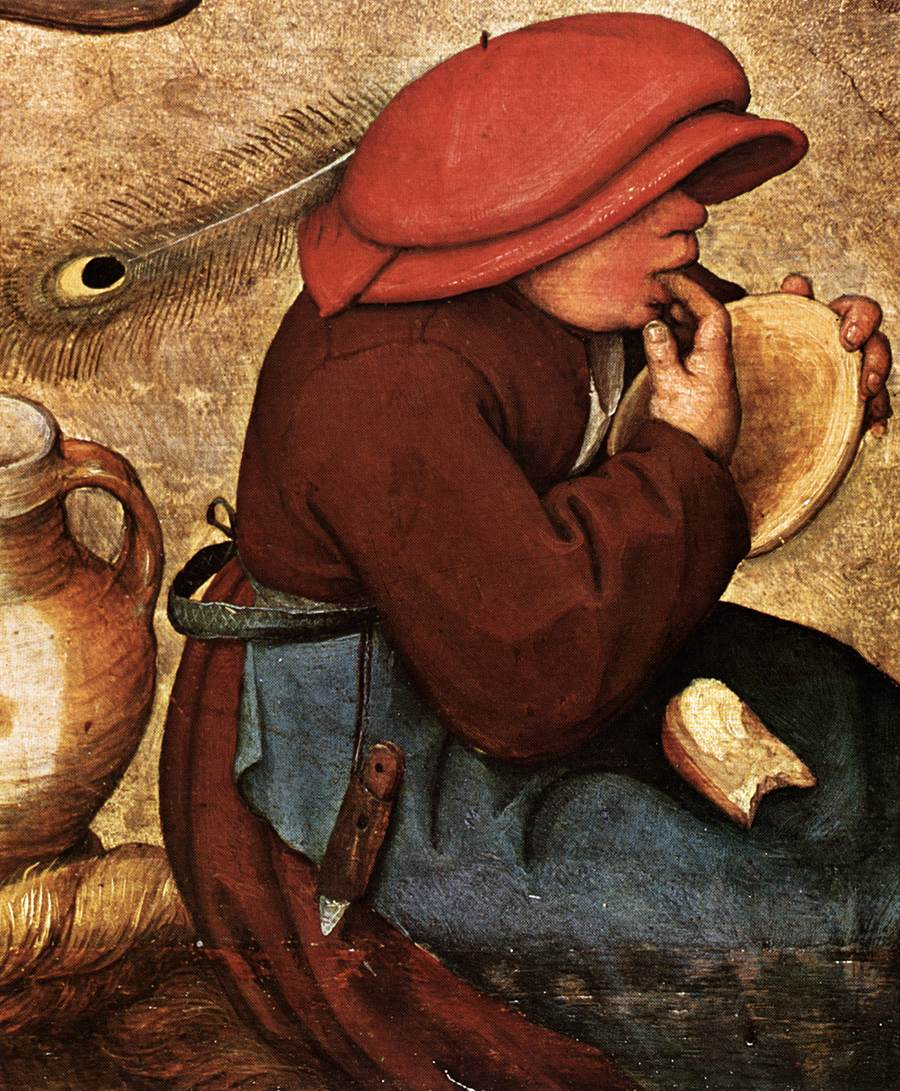
Il banchetto nuziale (ca. 1568) di Pieter Bruegel il Vecchio (dettaglio)

- La prima immagine immagine artistica di un butterbrot compare nel Banchetto nuziale (ca. 1568) del pittore Pieter Bruegel. Lo spuntino compare appoggiato sulle gambe di un bambino in primo piano.[8]
- Lo spuntino compare in Kind mit Butterbrot und Hund (1891) di Lovis Corinth.[9]